# Joan Heemskerk
Joan Heemskerk (Kaatsheuvel, 1968) is een Nederlandse kunstenaar die zich bezig houdt met digitale kunst. Ze is ook deel van kunstcollectief JODI, samen met Dirk Paesmans. Vanaf midden jaren negentig maakten zij kunstwerken op het internet, software kunstwerken, gamemodificaties en installaties.

## Leven en werk
Joan Heemskerk studeerde aan de Jan van Eyck Academie in Maastricht waar ze Dirk Paesmans ontmoette, samen verhuisden zij naar Silicon Valley om over digitale media te leren. Vanaf 1995 werkten ze samen onder de naam JODI.
Vanaf 2020 maakt Joan Heemskerk ook solo kunstwerken, zoals het blockchain kunstwerk Chameleon.
In 2022 ontving Joan Heemskerk Der Künstlerinnenpreis des Landes Nordrhein-Westfalen (NRW).